# Yvon Vautour
Pour les articles homonymes, voir Vautour (homonymie).
Yvon Vautour (né le 10 septembre 1956 à Saint-Jean, dans la province du Nouveau-Brunswick au Canada) est un joueur professionnel canadien de hockey sur glace.

## Carrière en club
Yvon Vautour joua son hockey junior avec le National de Laval où il eut comme coéquipier un certain Mike Bossy. Il fut alors repêché par les Islanders de New York en 1976. Une équipe de l'Association mondiale de hockey le repêcha aussi en 1976, soit les Oilers d'Edmonton.
Il commença sa carrière professionnelle avec les Mohawks de Muskegon de la Ligue internationale de hockey. Avant de percer l'alignement des Islanders, Vautour joua deux saisons avec les Texans de Fort Worth de la Ligue centrale de hockey. Il remporta avec cette même équipe le championnat de la LCH, il mit donc la main sur la Coupe Adams en 1978.
Il joua ses premières parties dans la Ligue nationale de hockey lors de la saison 1979-1980. La saison suivante, il se joignit aux Rockies du Colorado où il joua sa première saison complète dans la LNH. Il passa quelques saisons avec cette organisation et la suivit au New Jersey quand les Rockies y furent transférés. Il termina sa carrière professionnelle avec l'Express de Fredericton, club-école des Nordiques de Québec, à la fin de la saison 1984-1985.
Il revint à la compétition dans une ligue de hockey amateur du Nouveau-Brunswick en 1987, avant d'accrocher ses patins pour de bon en 1990. Il devint alors entraîneur d'une équipe midget au Nouveau-Brunswick avant d'être recruté par les Flames de Saint-Jean de la Ligue américaine de hockey. Il gagna la Coupe Calder avec cette équipe en tant qu'assistant-entraîneur en 2001.

## Statistiques
| Saison     | Équipe                  | Ligue      |     | Saison régulière | Saison régulière | Saison régulière | Saison régulière | Saison régulière |    | Séries éliminatoires | Séries éliminatoires | Séries éliminatoires | Séries éliminatoires | Séries éliminatoires |
| Saison     | Équipe                  | Ligue      | PJ  | B                | A                | Pts              | Pun              | PJ               | B  | A                    | Pts                  | Pun                  |                      |                      |
| 1971-1972  | Schooners de Saint-John | NBJHL      | 40  | 13               | 15               | 28               | 96               | -                | -  | -                    | -                    | -                    |                      |                      |
| 1972-1973  | Schooners de Saint-John | NBJHL      | 40  | 42               | 32               | 73               | 85               | -                | -  | -                    | -                    | -                    |                      |                      |
| 1973-1974  | National de Laval       | LHJMQ      | 61  | 38               | 39               | 77               | 118              | -                | -  | -                    | -                    | -                    |                      |                      |
| 1974-1975  | National de Laval       | LHJMQ      | 56  | 34               | 37               | 71               | 67               | 16               | 15 | 7                    | 22                   | 67                   |                      |                      |
| 1975-1976  | National de Laval       | LHJMQ      | 72  | 43               | 60               | 103              | 61               | -                | -  | -                    | -                    | -                    |                      |                      |
| 1976-1977  | Mohawks de Muskegon     | LIH        | 76  | 43               | 47               | 90               | 52               | 7                | 3  | 4                    | 7                    | 2                    |                      |                      |
| 1976-1977  | Texans de Fort Worth    | LCH        | -   | -                | -                | -                | -                | 2                | 0  | 0                    | 0                    | 0                    |                      |                      |
| 1977-1978  | Texans de Fort Worth    | LCH        | 64  | 14               | 21               | 35               | 84               | 14               | 2  | 6                    | 8                    | 16                   |                      |                      |
| 1978-1979  | Texans de Fort Worth    | LCH        | 69  | 20               | 20               | 40               | 130              | 5                | 2  | 1                    | 3                    | 15                   |                      |                      |
| 1979-1980  | Checkers d'Indianapolis | LCH        | 59  | 27               | 28               | 55               | 140              | 7                | 2  | 5                    | 7                    | 11                   |                      |                      |
| 1979-1980  | Islanders de New York   | LNH        | 17  | 3                | 1                | 4                | 24               | -                | -  | -                    | -                    | -                    |                      |                      |
| 1980-1981  | Rockies du Colorado     | LNH        | 74  | 15               | 19               | 34               | 143              | -                | -  | -                    | -                    | -                    |                      |                      |
| 1981-1982  | Rockies du Colorado     | LNH        | 14  | 1                | 2                | 3                | 18               | -                | -  | -                    | -                    | -                    |                      |                      |
| 1982-1983  | Wind de Wichita         | LCH        | 4   | 3                | 0                | 3                | 0                | -                | -  | -                    | -                    | -                    |                      |                      |
| 1982-1983  | Alpines de Moncton      | LAH        | 14  | 7                | 5                | 12               | 25               | -                | -  | -                    | -                    | -                    |                      |                      |
| 1982-1983  | Devils du New Jersey    | LNH        | 52  | 4                | 7                | 11               | 136              | -                | -  | -                    | -                    | -                    |                      |                      |
| 1983-1984  | Mariners du Maine       | LAH        | 24  | 8                | 12               | 20               | 117              | -                | -  | -                    | -                    | -                    |                      |                      |
| 1983-1984  | Devils du New Jersey    | LNH        | 42  | 3                | 4                | 7                | 78               | -                | -  | -                    | -                    | -                    |                      |                      |
| 1984-1985  | Express de Fredericton  | LAH        | 68  | 7                | 20               | 27               | 222              | 4                | 1  | 1                    | 2                    | 28                   |                      |                      |
| 1984-1985  | Nordiques de Québec     | LNH        | 5   | 0                | 0                | 0                | 2                | -                | -  | -                    | -                    | -                    |                      |                      |
| 1987-1988  | Schooners de Saint-John | NBSHL      | 28  | 17               | 11               | 28               | 98               | -                | -  | -                    | -                    | -                    |                      |                      |
| 1988-1989  | Vitos de Saint-John     | NBSHL      | 27  | 17               | 25               | 42               | 118              | -                | -  | -                    | -                    | -                    |                      |                      |
| 1989-1990  | Vitos de Saint-John     | NBSHL      | 26  | 5                | 11               | 16               | 182              | -                | -  | -                    | -                    | -                    |                      |                      |
| Totaux LNH | Totaux LNH              | Totaux LNH | 204 | 26               | 33               | 59               | 401              | -                | -  | -                    | -                    | -                    |                      |                      |

### Équipes d'étoiles et trophées
- 1978 : remporta la Coupe Adams avec les Texans de Fort Worth de la Ligue centrale de hockey.
- 2001 : remporta la Coupe Calder avec les Flames de Saint-Jean de la Ligue américaine de hockey, en tant qu'assistant-entraîneur.

### Transactions en carrière
- 8 octobre 1980 : réclamé par les Rockies du Colorado des Islanders de New York lors du repêchage intra-équipe de la LNH.
- 18 octobre 1984 : signe un contrat comme agent-libre avec les Nordiques de Québec.

## Carrière d'entraîneur
Il dirigea des équipes midget AAA au Nouveau-Brunswick. Ensuite, il se joint aux Flames de Saint-Jean en 2000 à titre d'assistant-entraîneur. Il y resta jusqu'en 2003.